# أنتوان ديفو

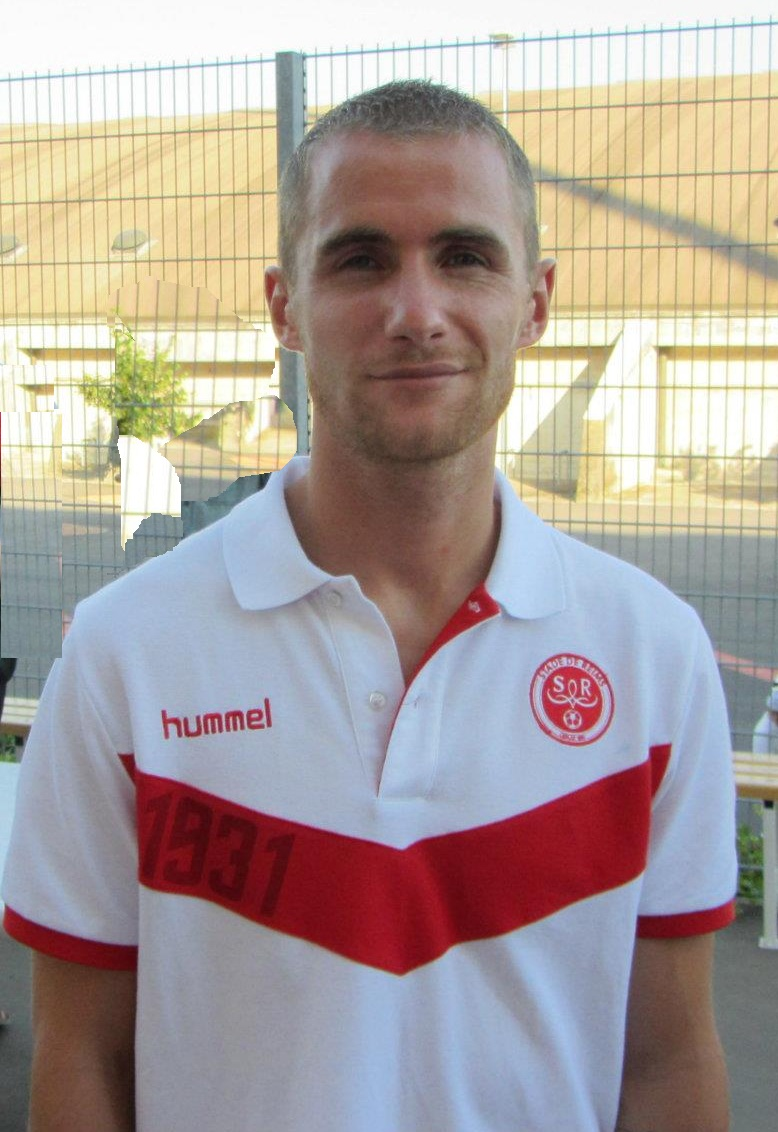

أنتوان ديفو (بالفرنسية: Antoine Devaux)‏ (مواليد 21 فبراير 1985 في دييب - فرنسا) لاعب كرة قدم فرنسي يلعب حاليا لصالح نادي الدرجة الأولى تولوز الفرنسي منذ 2009 في مركز قلب الدفاع . .

## روابط خارجية
- أنتوان ديفو على موقع قاعدة بيانات كرة القدم.إي يو (الإنجليزية)
- أنتوان ديفو على موقع ليكيب (الفرنسية)
- أنتوان ديفو على موقع Soccerway.com (الإنجليزية)
- أنتوان ديفو على موقع كووورة
- أنتوان ديفو على موقع AS.com (الإسبانية)